# Antoni Malczewski
Antoni Malczewski (3. června 1793 – 2. května 1826) byl polský básník období romantismu, jeden z představitelů tzv. ukrajinské romantické školy, která hojně využívala ukrajinský folklór a témata z její historie.

## Biografie

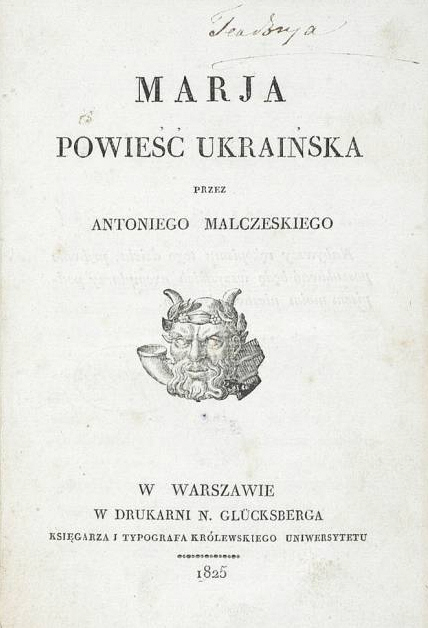
Powieść "Maria", vydání z roku 1825

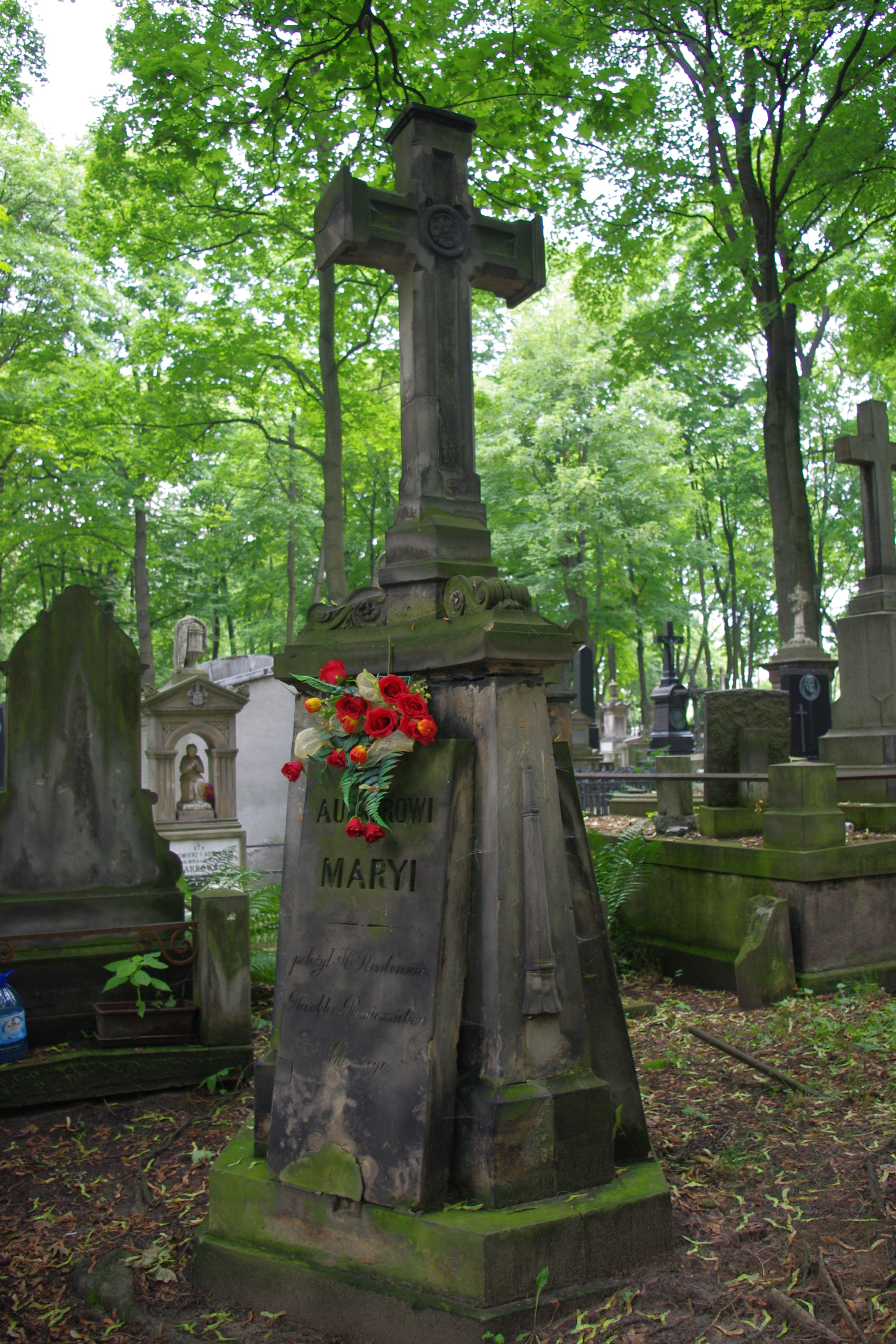
Hrob básníka a jeho nevlastní sestry Karoliny ve Varšavě

Pocházel ze šlechtické rodiny, jeho otec byl generál. Místo jeho narození je nejasné. Některé zdroje uvádějí Varšavu, jiné volyňskou obec Kniahinin.
Získal francouzskou výchovu, ale Liceum Krzemieniecki nedostudoval. Jako voják se zúčastnil napoleonských válek, byl raněn a zajat a už v roce 1815 odešel do výslužby. Od roku 1816 cestoval. Ve Francii poznal romantickou literaturu, v Itálii se seznámil s Byronem a inspiroval ho k básni Mazepa. Po návratu do vlasti roku 1821 žil na rodinném statku na Volyni s duševně nemocnou ženou a od roku 1824 ve Varšavě, kde zemřel v bídě a opuštěnosti.
V roce 1825 vydal své jediné větší dílo, silně byronovskou báseň Maria, powieść ukrajińska (někdy také v archaické formě jména jako Marya), o kruté pomstě otce ukrajinské dívky za její tajný sňatek, kterou kritika odmítla, a neúspěšný básník brzy poté zemřel. Po básníkově smrti byla báseň objevena a velmi ceněna pro výstižný popis ukrajinské přírody a společnosti a romantickou ironii smíšenou se tesknými pocity beznaděje. Jde o první lyricko-epickou poemu (nazývanou také básnická povídka) v polské literatuře, která ovlivnila tvorbu polských romantiků a například i Karla Hynka Máchu. Byla dvakrát přeložena i do češtiny a dnes se řadí k velmi významným dílům polského romantismu.
Malczewski je pohřben na Powązkowském hřbitově (Cmentarz Powązkowski) ve Varšavě.

## Adaptace
- Roman Statkowski: Maria (1903-1904, uvedeno 1906), polská opera.[2]

## Česká vydání
- Marie: Pověst ukrajinská, Praha: Antonín Řivnáč 1852, přeložil František Vlasák.
- Marie: Pověsť ukrajinská A. Malčevského. Praha: Ignác Leopold Kober 1882, přeložil Jan Evangelista Nečas.